# Peter Lang (psicólogo)
Peter J. Lang es un psicólogo neoyorkino conocido por sus aportaciones al estudio de la emoción, cognición y psicopatología. Creador del modelo tridimensional de la ansiedad, del modelo bioinformacional de la emoción y desarrollador del IAPS (International Affective Picture System), instrumento de evaluación psicológica que consiste en un conjunto estandarizado de diapositivas con diferentes categorías emocionales de gran interés para la investigación psicológica empírica.
Su principal campo de interés es la investigación en torno a la ansiedad y los trastornos del estado de ánimo.  Sus trabajos más recientes se enmarcan en el proyecto RDoC (Criterios de Dominio de Investigación), que busca definir biomarcadores que puedan ayudar a distinguir mejor entre diversos trastornos psicológicos.

## Publicaciones
- Lang, P. J. (2014). «Emotion’s response patterns: The brain and the autonomic nervous system». Emotion Review, 6, 93-99.

- Lang, P. J., McTeague, L. M., & Bradley, M. M. (2016). «RDoC, DSM, and the reflex physiology of fear: A bio-dimensional analysis of the anxiety disorders spectrum». Psychophysiology, 53, 336-347. doi: 10.111/psyp.12462

- Lang, P. J., McTeague, L. M., & Bradley, M. M. (2017). «The psychophysiology of anxiety and mood disorders: The RDoC challenge». Zeitschrift für Psychologie, 225, 175-188. doi: 10.1027/2151-2604/a000302

- Lang, P. J., Herring, D. R., Duncan, C., Richter, J., Sege, C. T., Weymar, M., … Bradley, M. M. (2018). «The startle-evoked potential: Negative affect and severity of pathology in anxiety/mood disorders». Biological Psychiatry: Cognitive Neuroscience and Neuroimaging, 3, 626-634. doi: 10.1016/j.bpsc.2017.07.006

- Sambuco, N., Bradley, M. M., Herring, D., Hillbrandt, K., & Lang, P. J. (in press).[2] «Transdiagnostic trauma severity in anxiety and mood disorders: functional brain activity during emotional scene processing». Psychophysiology.